# Pseudobarbella laosiensis
Pseudobarbella laosiensis är en bladmossart som beskrevs av Noguchi 1976. Pseudobarbella laosiensis ingår i släktet Pseudobarbella och familjen Meteoriaceae. Inga underarter finns listade i Catalogue of Life.